# 4560 Klyuchevskij
4560 Klyuchevskij è un asteroide della fascia principale. Scoperto nel 1976, presenta un'orbita caratterizzata da un semiasse maggiore pari a 2,9978833 UA e da un'eccentricità di 0,0510825, inclinata di 9,03251° rispetto all'eclittica.